# Juguetes Falomir, S. A.
Juguetes Falomir, S.A. es una empresa juguetera valenciana ubicada en La Eliana (Campo de Turia), conocida comercialmente como Falomir Juegos.

## Historia
Es una empresa familiar fundada en 1945 por José Luis Falomir Alcorisa , dedicada a la fabricación de juegos de mesa educativos y de sociedad, así como a la distribución de productos relacionados con el sector del juguete. La empresa fue creciendo paulatinamente, empezó en un bajo del Barrio de Torrefiel en Valencia, y de ahí en 1985 pasó a una fábrica de 1.500 metros cuadrados en el Camino de Moncada. En 1989, debido al aumento de la demanda de productos fijaron su sede en l'Eliana. Actualmente ocupan una superficie de 10.000 metros cuadrados aproximadamente.

## Juegos destacados
- Cifras y letras
- Pincha el pirata
- Bingo XXL Premium
- No lo digas
- Sillas
- El primero de la clase